# Manuel Montobbio de Balanzó
Manuel Montobbio de Balanzó (Barcelona, 3 de julio de 1962) es un diplomático y escritor español, desde marzo de 2023 Delegado Permanente Adjunto de España ante la OCDE con sede en París. 

## Biografía
Nació el 3 de julio de 1962 en Barcelona. Doctor en Ciencias Políticas por la Universidad Autónoma de Barcelona, posgraduado en Altos Estudios Europeos por el Colegio de Europa (Brujas, Bélgica) y licenciado en Derecho y en Ciencias Económicas por la Universidad de Barcelona. Ingresó en 1987 en la carrera diplomática. Ha sido, entre agosto de 2018 y febrero de 2023, el embajador representante permanente de España en el Consejo de Europa con sede en Estrasburgo. Entre julio de 2006 y enero de 2011 fue el primer Embajador de España en Albania residente en Tirana, y entre julio de 2014 y agosto de 2018 el  Embajador de España en Andorra . Estuvo destinado en las representaciones diplomáticas españolas en El Salvador, Indonesia, México y Guatemala. Ha sido, entre otros cargos en el Ministerio de Asuntos Exteriores, Unión Europea y Cooperación, Embajador en Misión Especial, responsable del Plan de Acción para la promoción de la presencia de españoles en OOII, así como para el Fórum Universal de las Culturas-Barcelona 2004, Director del Gabinete del Secretario de Estado de Asuntos Exteriores y de la Oficina de Planificación y Evaluación de la Secretaría de Estado de Cooperación Internacional y para Iberoamérica, y Vocal Asesor de la Oficina de Análisis y Previsión. Su trayectoria ha estado especialmente relacionada con la construcción de la paz y procesos de paz, la cooperación al desarrollo, los asuntos políticos y las relaciones internacionales, y la Unión Europea y las organizaciones internacionales.[cita requerida]
Paralelamente, ha desarrollado una labor académica y literaria. Es autor de libros de poesía como Maquilishuats en flor (2022), Rambles de la vida (2021), Estilites d'Andorra / Estilitas de Andorra (2019), publicado en catalán y en castellano, Mundo. Una geografía poética (2013) y Guía poética de Albania (2011), y de ensayo como La perplejidad del quetzal. La construcción de la paz en Guatemala (2019), Ideas chinas. El ascenso global de China y la Teoría de las Relaciones Internacionales (2017), Búnkeres (2015),  Tiempo diplomático (2012), Salir del Callejón del Gato. La deconstrucción de Oriente y Occidente y la gobernanza global (2008) y La metamorfosis del Pulgarcito. Transición política y proceso de paz en El Salvador (1999); así como de numerosas publicaciones sobre procesos de paz, relaciones internacionales e interculturales, transiciones políticas y política comparada y del blog Ideas subyacentes en elpais.com entre mayo de 2012 y julio de 2014. Igualmente, ha impartido cursos de doctorado y de postgrado en diversas universidades.

## Obras
- La metamorfosis del Pulgarcito. Transición política y proceso de paz en El Salvador (1999, ed. electrónica 2012)
- Salir del Callejón del Gato. La deconstrucción de Oriente y Occidente y la gobernanza global (2008)
- Transiciones en el espejo. Una aproximación comparada a los procesos de transformación democrática de España y Albania (editor), 2010
- Guía poética de Albania (2011)
- Tiempo diplomático (2012)
- Mundo. Una geografía poética (2013)
- Búnkeres (2015)
- Ideas chinas. El ascenso global de China y la Teoría de las Relaciones Internacionales (2017)
- Estilites d'Andorra (2019)
- Estilitas de Andorra (2019)
- La perplejidad del quetzal. La construcción de la paz en Guatemala (2019)
- Rambles de la vida (2021)
- Maquilishuats en flor (2022)
- Estado de Derecho, diplomacia y globalización. Una aproximación a la Comisión de Venecia en su XXX aniversario (codirector junto a Josep Maria Castellà Andreu y Simona Granata-Menghini) (2022)